# Lijst van voetbalinterlands Bahrein - Malediven
Deze lijst van voetbalinterlands is een overzicht van alle officiële voetbalinterlands tussen de nationale teams van Bahrein en de Malediven. De landen hebben tot nu toe twee keer tegen elkaar gespeeld, te beginnen met een kwalificatiewedstrijd voor de Azië Cup 2000 op 2 april 2000 in Damascus (Syrië). Het laatste duel, de returnwedstrijd in dezelfde kwalificatiereeks, vond plaats op 11 april 2000 in Teheran (Iran).

## Wedstrijden
| № | Plaats   | Datum         | Competitie                 | Wedstrijd           | Uitslag |
| - | -------- | ------------- | -------------------------- | ------------------- | ------- |
| 1 | Damascus | 2 april 2000  | Azië Cup 2000 kwalificatie | Bahrein − Malediven | 4 − 1   |
| 2 | Teheran  | 11 april 2000 | Azië Cup 2000 kwalificatie | Bahrein − Malediven | 1 − 0   |

## Samenvatting
| Competitie            | Totaal gespeeld | Winst Bahrein | Gelijk | Winst Malediven | Doelsaldo Bahrein – Malediven |
| --------------------- | --------------- | ------------- | ------ | --------------- | ----------------------------- |
| Azië Cup-kwalificatie | 2               | 2             | 0      | 0               | 5 − 1                         |
| Totaal                | 2               | 2             | 0      | 0               | 5 − 1                         |

Wedstrijden bepaald door strafschoppen worden, in lijn met de FIFA, als een gelijkspel gerekend.